# 低可偵測性技術

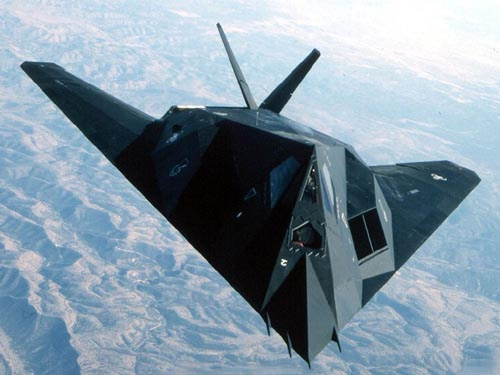
美國F-117是第一種透過電腦運算，針對低偵測技術要項設計的作戰軍用飛機

低可偵測性技術（low observable technology，LO technology）也稱隱形技術（stealth technology）、隱身術，是通過特殊設計、表面材質或裝置，降低物體被偵測到的機會或縮短其可被偵測距離的科技。當前此等科技的主要應用在於軍事用途，通過降低自方武器裝備等目標物的信號特徵，使對方難以發現、識別、追蹤及攻擊；從而提高己方戰略或戰術目標的達成率，以及戰場存活率。迷彩和潛艇是該技術早期就有的代表，而匿蹤戰機當前是該技術最先進的代表。
在戰場上運用隱形技術的構想可能始於第二次世界大戰期間的納粹德國。經過一段探索時期，美國及其他少數軍事科技先進國於1960、1970年代陸續投入技術的全面發展，然後自1980年代起開始將各種發展成熟的隱形技術應用在武器裝備上。當前戰場上的偵測系統，主要運用無線電波段（例如雷達）、紅外線波段、可見光及聲波（例如聲納）等原理；相應於此，軍事匿蹤技術的研究發展也以抑制雷達、紅外線、可見光、聲波等面向的可偵測性為主。

## 無線電波段

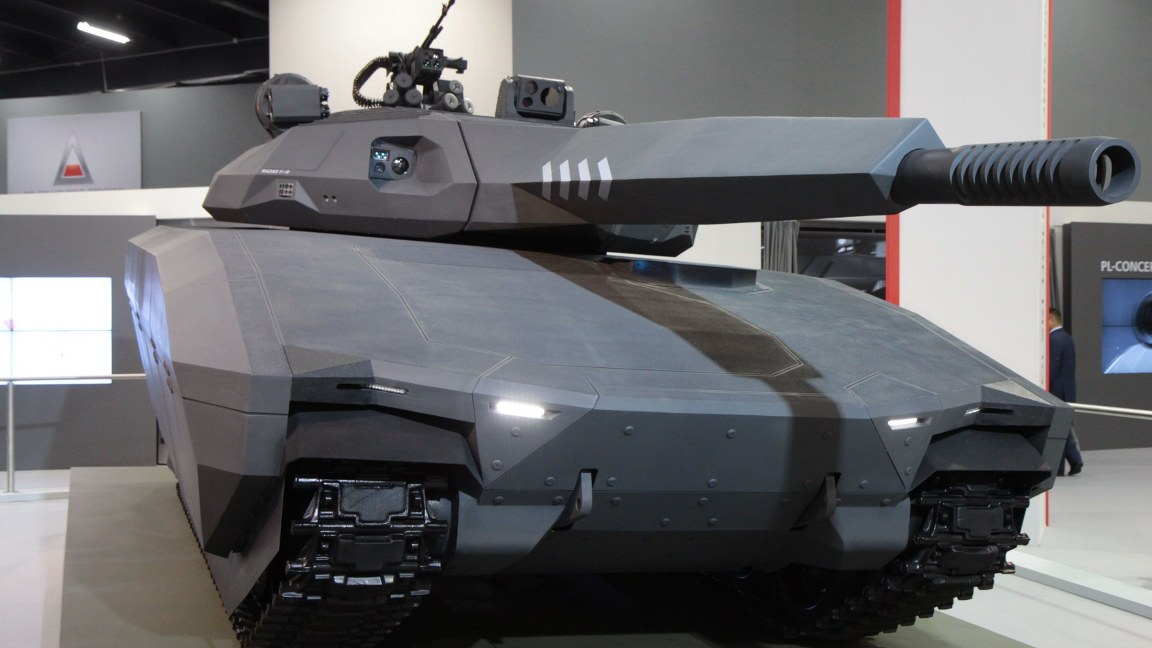
具備匿蹤設計的波蘭PL-01坦克

無線電波段偵測手段使用最廣的當屬雷達，雷達在許多偵測手段上的有效探測距離和追蹤的精確度最高，壓制雷達的偵測能力是低可偵測性科技研究上的主要項目。目前公開的技術方面包括：減少反射訊號的強度，改變反射訊號的方向，以及降低自身發散的訊號。該技術最早被應用在戰機上，現今也開始逐步運用於戰車與水面艦艇。

### 減少反射訊號
減少雷達反射訊號以達匿蹤效果的方式，包括運用電漿、雷達波吸收材料（Radar-Absorbing Material，RAM），以及改變外型設計等。
電漿匿蹤技術是利用電漿吸收電磁波的特性來取代雷達波吸收材料，據說可在不改變外型的情況下將雷達反射截面積降低十倍以上；這個技術的理論基礎很早就出現，對於無線電訊號的隔絕現象也早有研究，不過目前尚未有正式公開或證實已研發成功的成品。現階段以俄羅斯最熱衷於開發電漿匿蹤技術，因為俄國並未跟美國一樣有開發出匿蹤塗料與匿蹤外型，故以傳統外型的戰鬥機加上電漿匿蹤系統進行試驗，但至今仍遇到耗電量大的問題而有待改善。
在飛行器結構材料或是表面塗料上，使用雷達波吸收材料也是一種較早獲得應用的做法；除此之外，還有以相反相位訊號抵銷雷達反射訊號的做法，但發射主動訊號抵銷雷達反射的技術層次相當高，目前公開擁有這種技術並系統實用化的國家只有美國與法國。

### 改變反射訊號方向

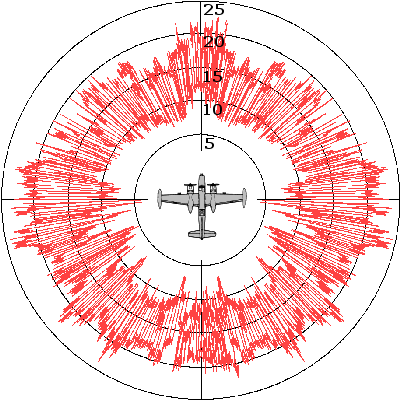
雷達截面積（RCS）反射的範例

計算反射的雷達截面積（Radar Cross Section, RCS）是一種衡量物體將訊號反射到雷達訊號接收裝置強度的方式；截面積愈大，表示在該方向上反射的訊號強度愈大，該物體也就愈容易被雷達偵測到。減少雷達反射截面積的主要方式，是利用物體的外型將入射的訊號反射到其他方向上，使得雷達無法在該方向上取得足夠的訊號強度。
在外型匿蹤的應用上，可利用物體外型的特性（如：鑽石面構造）將電磁波向平行角度折射，同時減少或隱藏大量增加反射截面積的物件，例如渦輪扇發動機的第一級風扇、鴨翼等，達到匿蹤的效果；然而，由於利於匿蹤的外型常與符合空氣動力學的設計要求衝突，設計匿蹤航空器的最大挑戰，即在於如何在低可偵測性與運動性能兩方面取得良好的妥協。由於改變反射訊號的方向必須考慮到物體的外型以及入射與反射之間的角度關係，在設計的階段必須能夠計算物體的形狀，角度與反射的訊號方向的關聯以及加以預測和計算。有關這方面的理論研究來自於蘇聯的科學家，然而當時研究的目的卻與軍事一點關係都沒有。美國空軍在發現相關的論文之後加以翻譯，交給洛克希德的臭鼬工廠的兩位電腦專家，花了六個星期的時間開發出第一套可以計算與預測的電腦程式。這一套程式的第一個作品就是F-117夜鷹戰鬥攻擊機。
此概念於海軍水面艦艇上的運用，如瑞典偉士比級護衛艦、法國拉法葉級巡防艦、英國45型驅逐艦等，是早期利用幾何形體設計的匿蹤船艦。

### 降低自身散發的訊號
除了抵銷入射的訊號之外，還必須嚴格控制自己發出的各種訊號，包括雷達、通訊以及其他電子裝備散發出來的雜訊。這方面牽涉到的考慮以及運用方式很廣，譬如說雷達在操作時的必須精確的控制發出的能量，以免被其他的偵測系統接收等等。

### 阻礙訊號效率
雷達訊號在空氣中有十足的效果，然而在其它介質的環境如水中效果會變得非常差，因此只要進入訊號無效的環境便可防止被偵測。潛艇在水中航行時雷達是偵測不到的，因此不需投入任何新技術即可達到匿蹤的效果。

## 紅外線波段
機械或者是電子裝置在運作的時候都會產生廢熱，人體本身也會散發能量出來，這些都可以利用紅外線波段的偵測裝置加以蒐集。目前主要的控制方式包括兩類：一種是利用周遭較冷的空氣或者是其他的媒體吸收發出的熱量，減低散發的訊號強度。另外一種是採用塗料或者是其他的手段，改變產生的紅外線訊號的波段到比較容易被大氣吸收或者是常見的偵測裝置使用的波段以外，以達到遮蔽訊號的目的。
對於軍用車輛，使用混合動力技術可以降低廢熱。

## 可見光波段
可見光的隱蔽手段可以說是人類向大自然與其他物種學習的一個例子，由其他生物與生俱來的能力中得到的啟發來達到隱蔽的目的。最簡單的手段就是利用人類無法在夜間看到遠處和深色物體的天生缺陷（早期的隱身術即是該技術的運用），其他常見的使用方式包括與環境類似的迷彩，或者是可以欺騙眼睛判斷能力的圖形或者是顏色。另外，潛艇潛至深海不可透光處（約海平面200 m以下）與早期夜間戰鬥機在視野差的黑夜裡作戰也是該技術的運用。未來的研究方向是將自身週遭的光線加以折射，類似改變雷達波反射方向的概念，使得肉眼或者是可見光偵測裝置無法看到目標。
科幻題材文學、影視、娛樂作品中出現的「光學迷彩」係可見光波段匿蹤的運用。

## 聲波
雖然聲音的傳遞距離有限，效果不佳，但是這可以說是各種生物，尤其是動物都具備的偵測能力，人類自然也不例外。降低聲音的手段非常的多，譬如利用軟性材料加以吸收，改變機械裝置的設計減少摩擦或者是碰撞產生的音響訊號，使用混合動力技術等等。因水對聲音的傳導性極佳，因此目前監控水面下潛艇的最常用方法便是用聲納，所以軍用潛艇的設計非常重視降低噪音。
目前美國生產的海狼級核潛艇、維吉尼亞級核潛艇與俄羅斯生產的基洛級潛艇、奧斯卡級核潛艇等主力潛艦，具有先進的吸音瓦，以減少敵艦聲納發射的訊號反射。其中俄製基洛級潛艇成功外銷到中國、越南、伊朗、印度等國。
低噪音直升機在軍事及民用上都很實用。
混合動力軍用車輛可以降低噪音、廢熱（紅外線），而且又可以減少燃油消耗量（戰場上運費很貴、風險也很高），在軍事上也很有實用性。

## 外部連結
- Grant R, The Radar Game - Understanding Stealth and Aircraft Survivability, Iris Independent Research
- The Advent, Evolution and New Horizons of United States Stealth Aircraft
- What is Stealth Technology?
- Stealth design used for military aircraft?（页面存档备份，存于）
- Stealth Satellites（页面存档备份，存于）
- Anti-Stealth Technology
- STEALTH IN STRIKE WARFARE（页面存档备份，存于）
- STEALTH TECHNOLOGY（页面存档备份，存于）
- The Paradigm Shift in Air Superiority (Stealth)（页面存档备份，存于）
- Stealth Technology
- USAF Stealth Fighters briefing（页面存档备份，存于）
- Pyotr Ufimstev biography